# Frederik Rohde

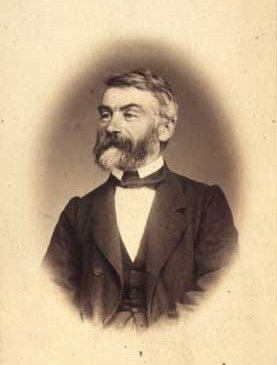
Frederik Rohde, Foto von Moritz Unna, 1860er Jahre

Niels Frederik Martin Rohde (* 27. Mai 1816 in Kopenhagen; † 14. Juli 1886 in Frederiksberg) war ein dänischer Landschaftsmaler.

## Leben

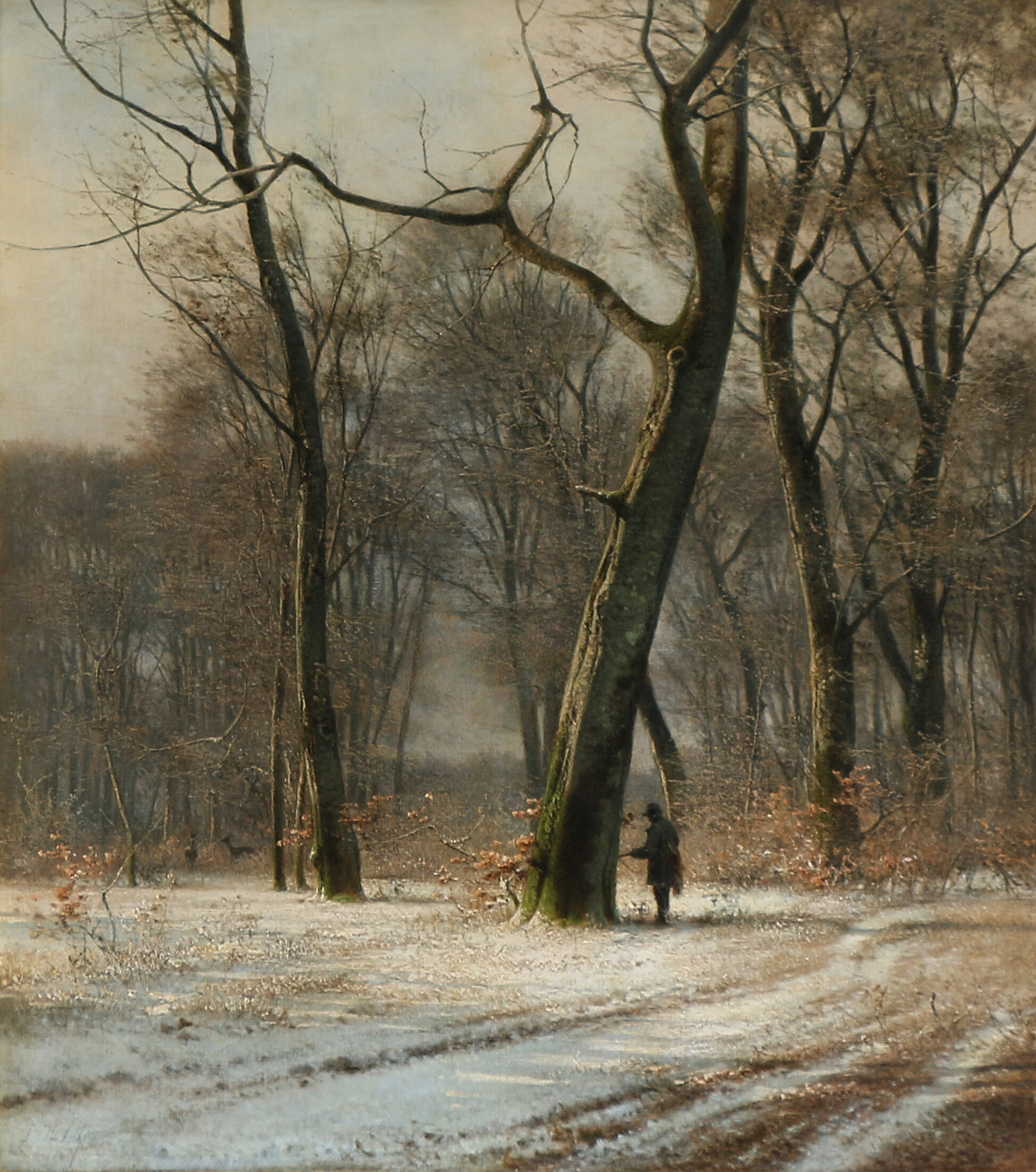
Winterszene mit Jäger, 1873

Rohde, Sohn des Buchhalters am Konkursgericht Peder Rohde und dessen Frau Johanne, geborene Holm, besuchte nach seiner Konfirmation die Königlich Dänische Kunstakademie, wo er Schüler von Johann Ludwig Lund war. Außerdem nahm er Unterricht bei Heinrich Buntzen (1803–1892) und Christen Købke. Nachdem er ein Reisestipendium erhalten hatte, ging er 1842 nach Deutschland, wo er sich bis 1847 in München aufhielt. In dieser Zeit, in der er ferner die Schweiz, Tirol und Italien bereiste, ließ er sich durch die deutsche Landschaftsmalerei prägen, insbesondere die der Münchner Schule. 1852 heiratete er Emilie Johanne Caroline Brusch (* 1825), die Tochter des Restaurators C. F. Brusch. 1863 ermöglichte ihm das Anckersche Legat eine erneute Studienreise, die ihn nach Düsseldorf führte. In dieser Zeit war Georg Anton Rasmussen sein Schüler. Rohdes Grab liegt auf dem Assistenzfriedhof in Kopenhagen.